# Pałac biskupi w Astordze

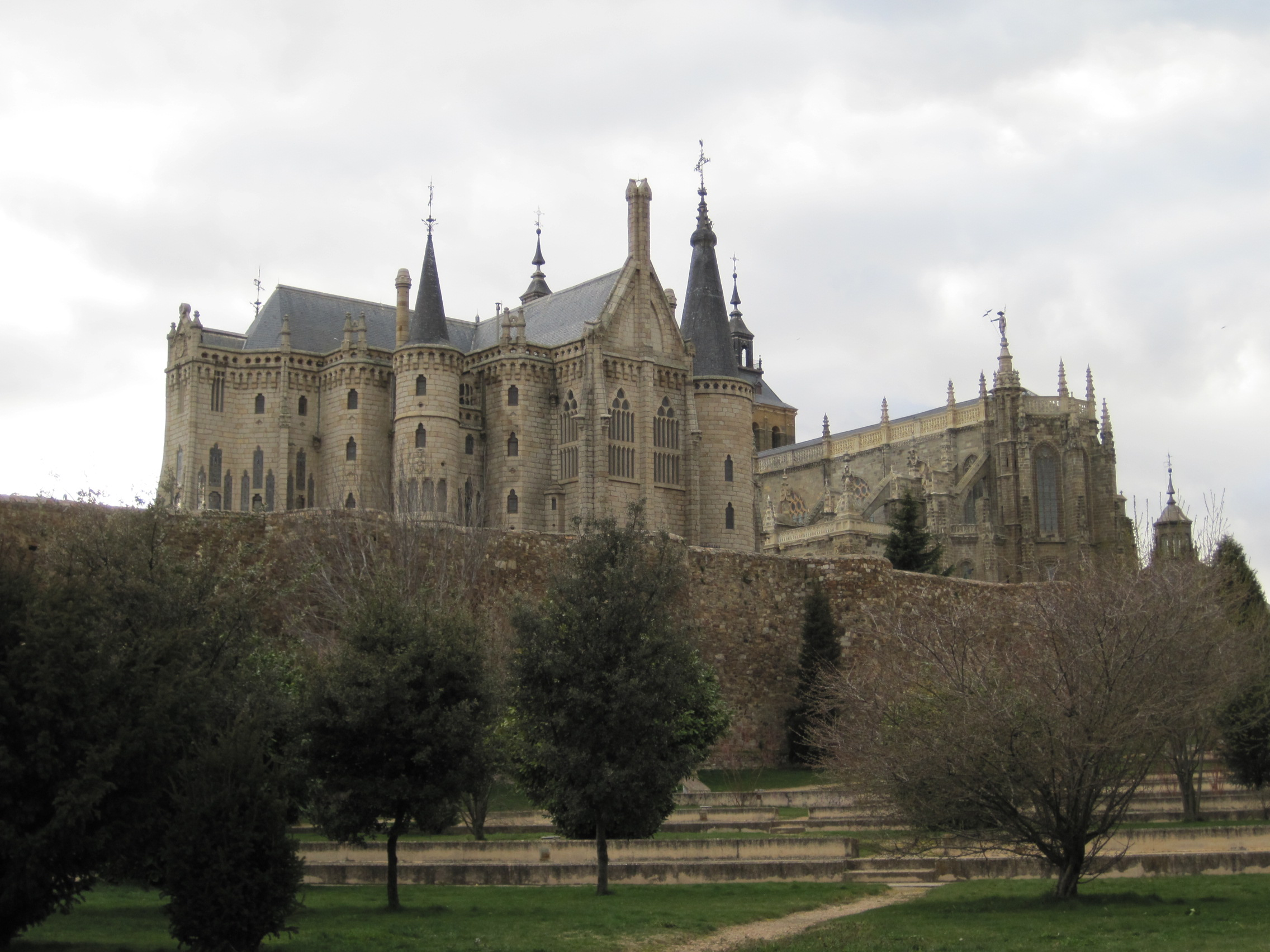
Pałac biskupi (po lewej) i katedra (po prawej) w Astordze

Pałac biskupi w Astordze – budynek w Astordze, zaprojektowany przez katalońskiego architekta Antonia Gaudiego. Znajduje się obok katedry w Astordze. Pałac ten jest, obok La Casa Botines oraz El Capricho, jednym z trzech budynków projektu Gaudiego wybudowanych poza Katalonią.

## Historia
Po pożarze jaki wybuchł w pierwotnym pałacu, władze miasta zorientowały się, że nie mają architekta do jego odbudowy. Jednak szybko okazało się, że biskup Joan Baptista Grau i Vellespinós powierzył konstrukcję nowego pałacu swojemu przyjacielowi Gaudiemu. Jednak architekt nie był w stanie zrekonstruować owego budynku, ponieważ był zajęty w tym czasie innymi projektami, jak np. Sagrada Família.

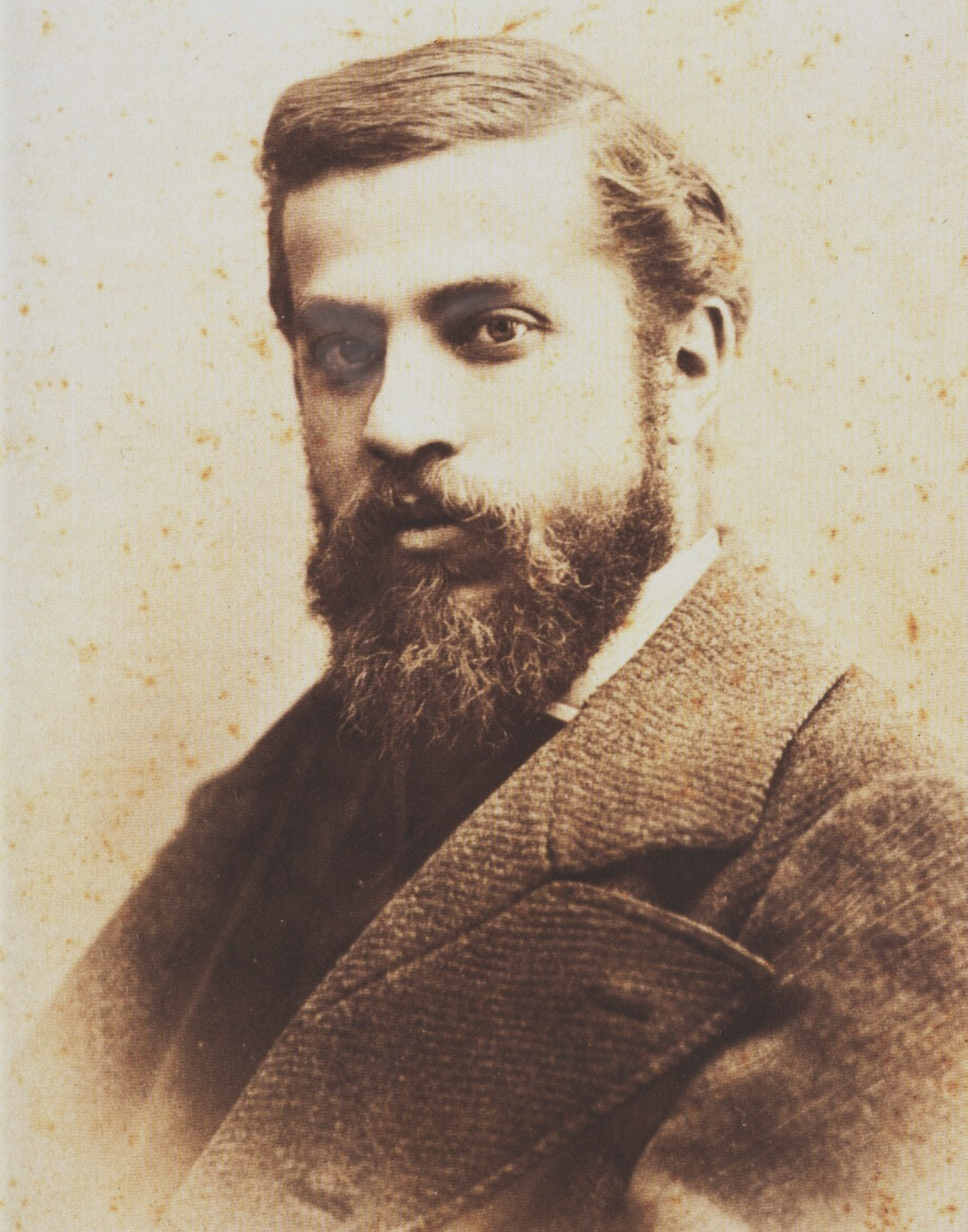
Antoni Gaudí (1878)

Aby nie opóźniać projektu poprosił biskupa o przesłanie fotografii, rysunków oraz informacji o miejscu, co pozwoliło mu zaprojektować nowy pałac. Po wprowadzeniu kilku poprawek projekt był gotowy w lutym 1889 roku. Kilka miesięcy później, 24 czerwca, zaczęto stawiać fundamenty. W 1893 zmarł biskup Grau, czego wynikiem było wstrzymanie budowy. Ostatecznie pałac został skończony między 1907 a 1915 rokiem przez Ricarda Garcia Guereta. W 1956 biskup Josep Castelltort rozpoczął restaurację budynku, aby zmienić go w siedzibę biskupów. Nie udało mu się zrealizowac tego zamiaru, bo wkrótce potem zmarł, a kolejny biskup Marcelo González Martín ogłosił funkcjonowanie pałacu i zmodyfikował go. Do dziś pałac jest nazywany El Museo de los Caminos, poświęcony Drodze św. Jakuba.

## Opis

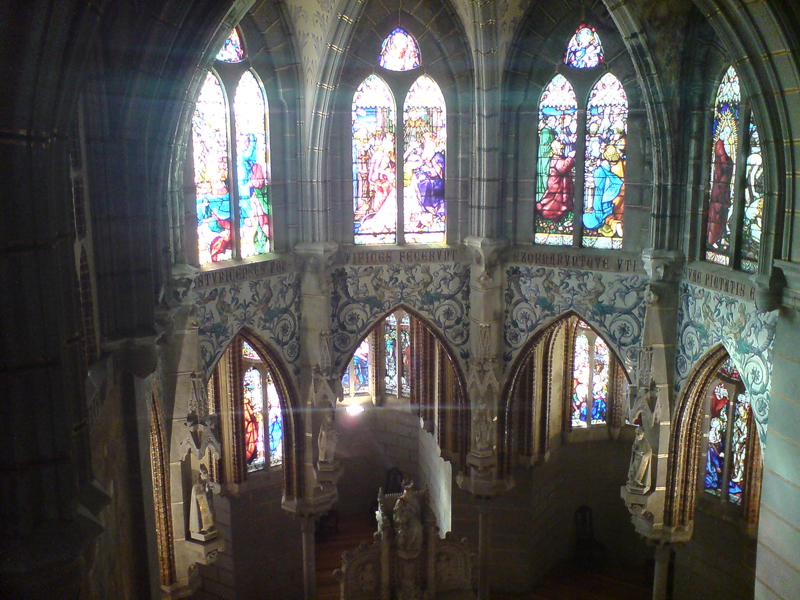
Wnętrze pałacu

Biskupi pałac z Astorgi jest budynkiem utrzymanym w atmosferze średniowiecza. Gaudi zaprojektował go w stylu neogotyckim, który był wówczas bardzo modny. Fasada prezentuje 4 wieże cylindryczne i jest otoczona fosą. Ganek posiada 3 duże łuki utworzone z małych kafelek odseparowanych od siebie. Gaudi zaprojektował fasadę z aniołem, który miał mieć 5 metrów wysokości. Ostatecznie nie doszło to do skutku. Parter zawiera ogromny korytarz, z którego odchodzą szlachetne schody, które dzięki swej wysokości pozwalają na otwarcie dużych okien w kształcie trójkątów. Struktura dzieła skupia się na kolumnach z udekorowanymi kapitelami i skrzyżowanych sklepieniach.